# المقروض (حزم العدين)

تعديل مصدري - تعديل

المقروض هي إحدى قرى عزلة يريس بمديرية حزم العدين التابعة لمحافظة إب، بلغ تعداد سكانها 61 نسمة حسب تعداد اليمن لعام 2004.